# Mark Witteveen
Mark Witteveen (Wisch, 1950) is een Nederlandse beeldhouwer, schilder en dichter.

## Leven en werk

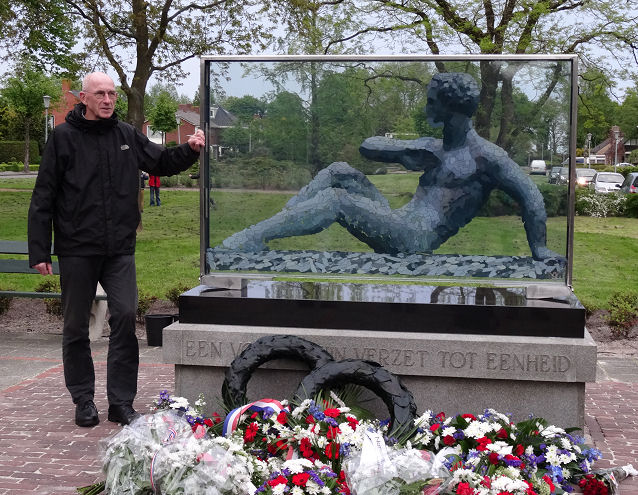
Witteveen bij het Verzetsmonument

Witteveen was onder meer voorzitter van de Groninger afdeling van de Beroepsvereniging van Beeldende Kunstenaars en in de jaren tachtig lid van de Groninger BKR-commissie. Als beeldhouwer werkt hij in brons, hout en marmer. De kunstenaar heeft zijn atelier aan de Hoofdstraat 1 in Noordbroek.
In 2013 werd het bronzen beeld van het Verzetsmonument in Wildervank, gemaakt door Wladimir de Vries, gestolen. Witteveen maakte een nieuw monument, waarbij het oorspronkelijke beeld in foliedruk in glas wordt weergegeven. Het nieuwe werk werd in april 2014 geplaatst.

## Werken
- 2000 Rustbed voor een reiziger, Lesturgeonplein, Vledder
- 2010 Sporter (gevelversiering), sporthal De Hoogkamp, Veendam[3]
- 2014 Verzetsmonument, Wildervank